# Интернациональная улица (Владикавказ)
Интернациональная улица — улица во Владикавказа, Северная Осетия, Россия. Находится в Промышленном муниципальном округе между улицами Льва Толстого и Чапаева. Начинается от улицы Льва Толстого.
Интернациональную улицу пересекают улицы Титова, Чкалова и Олега Кошевого. На Интернациональной улице заканчивается Курская улица и начинается Партизанский переулок.
Улицу пересекает бульвар, который является памятником природы.

## История
Улица сформировалась в середине XIX века. Отмечена на плане города Владикавказа «Карты Кавказского края», которая издавалась в 60-70-е годы XIX века, как улица Червлёная улица. Упоминается под этим же названием в Перечне улиц, площадей и переулков от 1911 и 1925 годов.
3 ноября 1935 года Червлёная улица была переименована в улицу Кагановича. 30 июля 1957 года улица Кагановича была переименована в Интернациональную улицу.
16 марта 2005 года часть Интернациональной улицы на участке от улицы Чкалова до улицы Чапаева была переименована в улицу Агкацева. В этот же день вышло постановление Ленинского районного суда города Владикавказа о восстановлении прежнего названия Интернациональной улицы в переулке от улицы Чкалова до улицы Чапаева.
В 1960-1990 г. здания по четной стороне участка между улицами Титова и Чкалова занимались административно-бытовыми учреждениями ОВЗРКУ ПВО имени И.А.Плиева.

## Значимые объекты
Объекты культурного наследия
- д. 20 — памятник архитектуры[6];
- д. 22 — памятник архитектуры. Бывшая Войсковая женская гимназия[6];
- д. 26/ Олега Кошевого, 73 — памятник архитектуры, бывший Покровский женский монастырь[6].